# Symeon Słupnik Starszy
Symeon Słupnik Starszy, również: Szymon Słupnik, Szymon Słupnik Starszy, Symeon Stylita; cs. Prepodobnyj Simeon Stołpnik (ur. ok. 390, zm. 28 sierpnia 459) – asceta, święty Kościoła katolickiego i święty mnich Kościoła prawosławnego.

## Życiorys
Symeon Słupnik Starszy urodził się w końcu IV wieku w licznej, pasterskiej rodzinie w Sis na pograniczu Cylicji i Syrii (dzisiejsze Kozan w Turcji) w pobliżu Antiochii Syryjskiej. W krótkim czasie całą rodzinę zabrała śmierć. Osamotniony, trzynastoletni Symeon sprzedał cały majątek, a pieniądze rozdał ubogim, sam zaś przystąpił do eremitów w Teleda. Po krótkim czasie odszedł stamtąd pragnąc zostać pustelnikiem. Był pierwszym, który obrał ten szczególny sposób ascezy wiodąc życie na słupie.
Prawosławna hagiografia nazwała świętego Antiocheńskim w odróżnieniu od żyjącego w VI wieku św. Symeona Słupnika Młodszego.

### Asceza

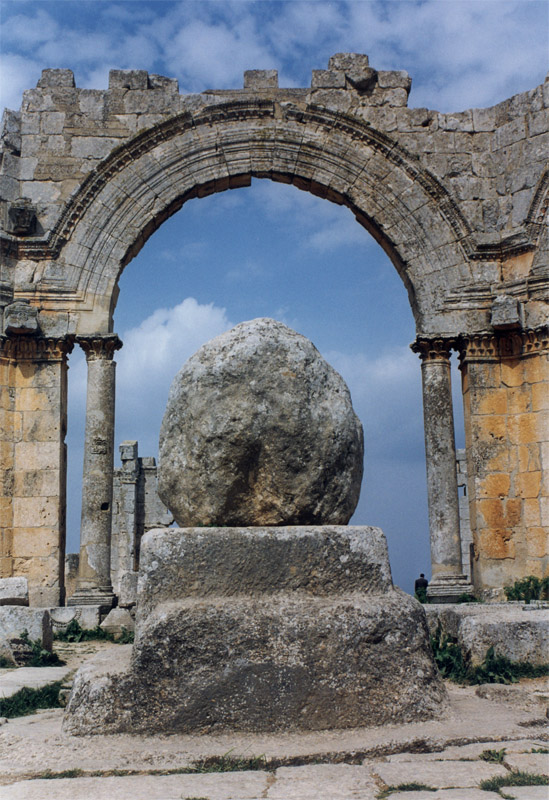
Resztki kolumny

W Telanissus (obecnie Deir Semaan), gdzie zamieszkał znany był z ascetycznego stylu życia. Opisy hagiograficzne mówią, że „krępował ciało sznurem z łyka palmowego, gęsto przetykanym cierniami”, „kazał zamknąć się w kamiennej cysternie na wodę”, „mieszkał w tak ciasnej pieczarze, że nie mógł w niej rozprostować nóg”, „przykuł się do głazu kilkumetrowym łańcuchem”.
W pobliżu Antiochii Syryjskiej zbudował kamienny słup (początkowo wysokości 10 stóp, czyli ok. 3 m, który następnie podwyższano aż do ostatecznej jego wysokości 60 stóp, tj. około 18 m), na którym umieścił platformę o powierzchni około 4 m kw. Przebywał na niej blisko 40 lat, tam modlił się, wygłaszał kazania oraz rozmawiał z odwiedzającymi go tłumami ludzi (stąd określenie, że niejako „zamieszkał” na słupie).

### Eremita

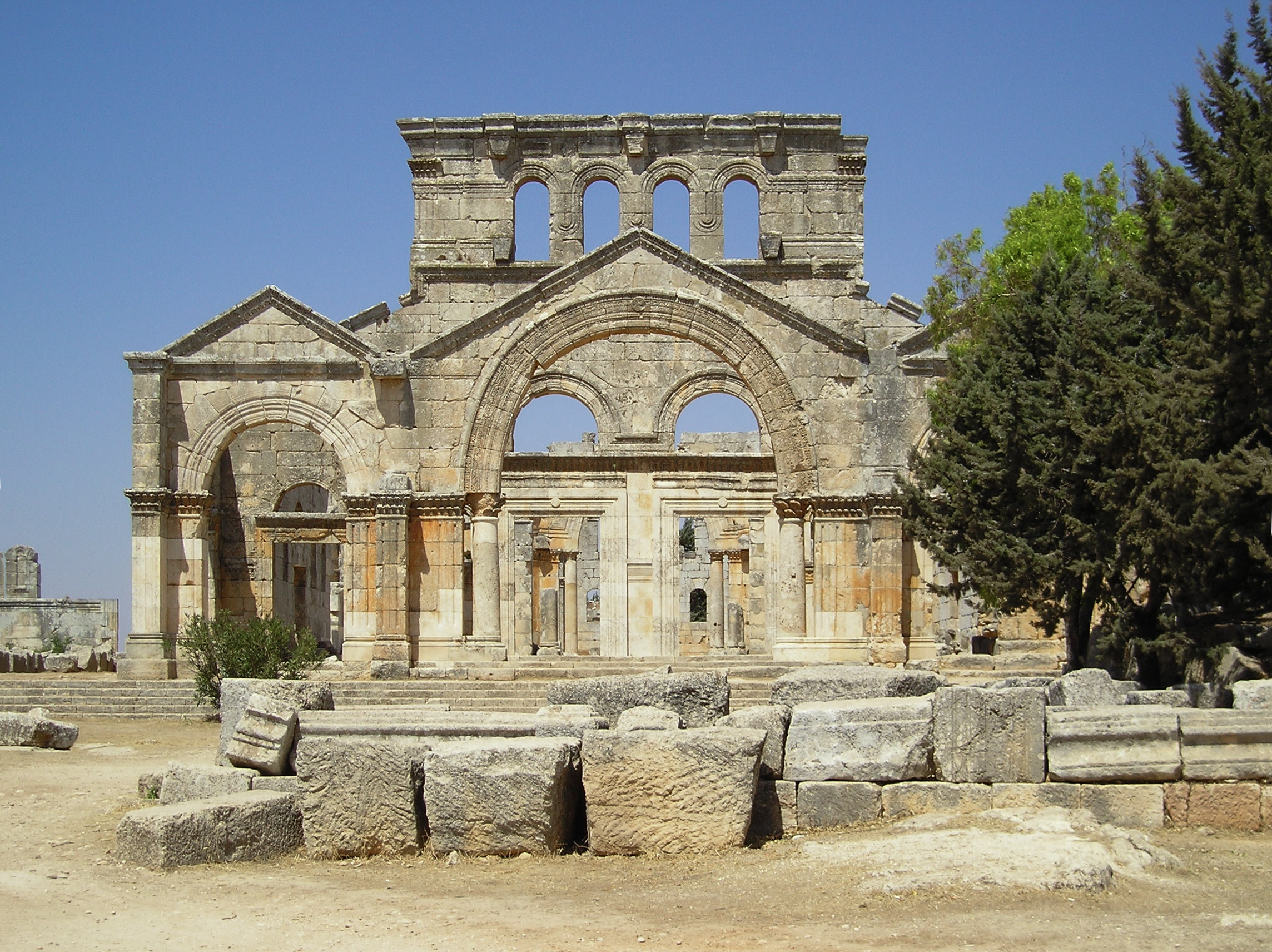
Ruiny bazyliki św. Symeona Słupnika (arab. Qala’at Samaan) leżące niedaleko Aleppo w Syrii

Jego życie wypełniała modlitwa i kontemplacja. Żywił się tym, co przynosiła mu okoliczna ludność. Przed deszczem i upalnym słońcem chronił go jedynie płaszcz z kapturem. Nie unikał jednak kontaktów z ludźmi – pod jego słup, z którego głosił kazania, docierali ciekawscy oraz pielgrzymi z Arabii, Persji, a nawet Rzymu. Pielgrzymi pełni wszelkiego szacunku prosili go o nauki, rady oraz modlitwę wstawienniczą. Bronił również wiary przed nestorianami. Dzięki niemu cesarz Leon I wsparł Sobór chalcedoński.

### Śmierć
Zmarł 28 sierpnia 459 roku. W jego pogrzebie wziął udział patriarcha Antiochii, sześciu biskupów, gubernator cesarski, wielu mnichów i niezliczone rzesze wiernych. Jego ciało uroczyście przeniesione zostało do Konstantynopola.
Wierzy się, ze czaszka Symeona Słupnika znajduje się od 1204 r. w klasztorze kamedułów w Arezzo. Na miejscu, gdzie stał słup, wybudowano świątynię (474–491), do której wędrowali pątnicy do XVII wieku. Później została ona zburzona przez Arabów. Dziś stoi tam ołtarz – wybudowany w 1936.

## Naśladowcy
Symeon Słupnik znalazł licznych naśladowców (stylici). Wokół kolumny osiedliło się wielu pielgrzymów. Do dziś w Kościołach wschodnich klasztory i pustelnie zakładane są w niedostępnych miejscach, a zamieszkujący je mnisi cieszą się wielkim autorytetem.

## Ikonografia
W ikonografii zachodniej Symeon Słupnik bywa przedstawiany zwykle na słupie. Jego atrybutem jest bicz.
W sztuce wschodniej święty przedstawiany jest w scenie typowej dla mnichów-stylitów. Ukazuje się go w półpostaci na słupie. Jest starym człowiekiem z dosyć długą, siwą brodą i czarnych mniszych szatach. Zazwyczaj prawą ręką błogosławi, a w lewej trzyma zwój z napisem: „Bracia, znoście zgryzoty i niedole, aby uniknąć wiecznej męki”

## Dzień obchodów
W Kościele katolickim niegdyś wspomnienie liturgiczne obchodzono 5 stycznia. W nowym Martyrologium Rzymskim umieszczono wspomnienie pod dniem 27 września.
Cerkiew prawosławna wspomina świętego mnicha 1/14 września, tj. 14 września według kalendarza gregoriańskiego.

## Patronat
W prawosławiu mnich jest adresatem modlitw w intencji powrotu na łono Cerkwi osób, które odstąpiły od prawowiernej wiary.